# 폴리 아티스트

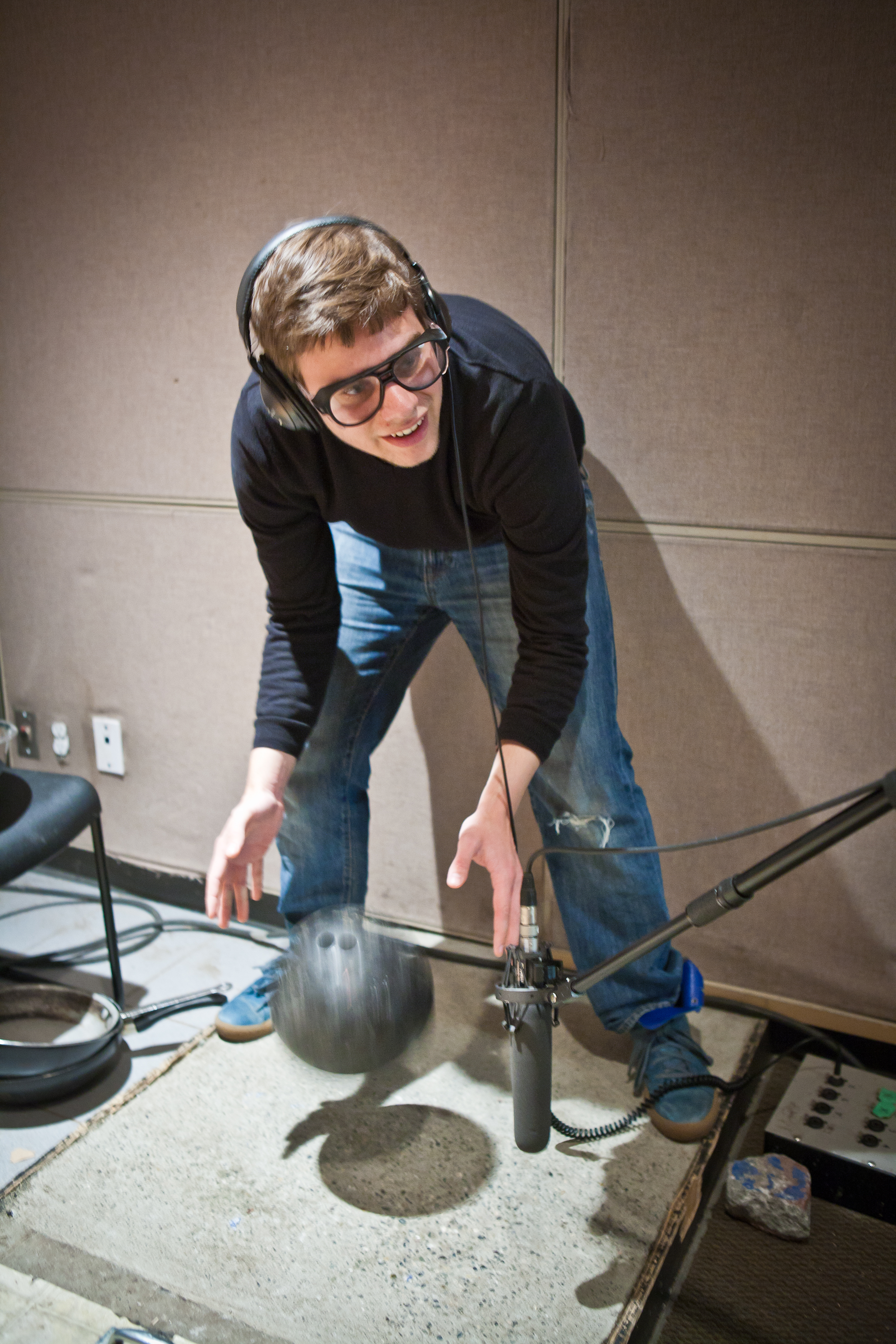
폴리 아티스트가 작업장에서 볼링공을 딱딱한 표면에 떨어뜨려 무거운 쿵 소리를 내고 있다.

폴리 아티스트(영어: Foley artist)는 영화, 비디오 및 기타 미디어의 후반 작업 과정에서 음질을 향상시키기 위해 일상적인 음향 효과를 재현하는 전문가를 말한다. 이 직업명은 최초의 음향 효과 아티스트인 잭 폴리의 이름을 따서 명명되었다. 폴리 아티스트가 만드는 소리는 영화의 청각적 경험을 향상시키기 위해 사용되며, 의상이 스치는 소리와 발자국 소리부터 삐걱거리는 문소리와 유리가 깨지는 소리에 이르기까지 다양하다. 또한 폴리 아티스트는 영화 촬영 중 세트장에서 포착된 비행기 소리나 지나가는 차량 소리와 같은 원치 않는 소리를 가리는 작업도 수행한다.
폴리 아티스트는 폴리 스테이지나 폴리 스튜디오라고 불리는 특수 작업 공간에서 작업한다. 이들은 영화에서 표현되는 실제적인 주변 소리를 재현하는 것을 전문으로 한다. 영화의 소품과 세트는 실제 대응물과 음향학적으로 같은 방식으로 반응하지 않는 경우가 많기 때문에, 폴리 아티스트의 작업이 필수적이다. 가장 뛰어난 폴리 아티스트의 작업은 관객들이 알아채지 못할 정도로 영화에 자연스럽게 녹아들어 장면 속에서 현실감을 만들어내는 데 도움을 준다. 폴리 아티스트의 작업 없이는 영화가 부자연스럽게 조용하고 불편하게 느껴질 수 있다.

## 같이 보기
- 사운드 디자인